# چارلز فولکس (ورزشکار)
چارلز فولکس (انگلیسی: Charles Foulkes؛ ۱ فوریه ۱۸۷۵ – ۶ مه ۱۹۶۹ (aged 94)) فرد نظامی اهل بریتانیا بود.